# نومئا
نومئا (به فرانسوی: Nouméa) پایتخت کالدونیای جدید در اقیانوس آرام است. این شهر در جنوب کالدونیای جدید واقع شده‌است که یکی از صنعتی‌ترین شهرهای جزایر اقیانوس آرام است و طبق سرشماری ۲۰۰۹ جمعیت آن ۹۷،۵۷۹ نفر (۱۹۹۶ جمعیت آن ۷۶،۲۹۳ نفر) بود.
مرکز فرهنگی ژان ماری تجیبائو اثر رنزو پیانو یکی از مهمترین ساختمان‌های این شهر می‌باشد.